# Linkó-árok
A Linkó-árok Győr-Moson-Sopron vármegyében ered. A patak forrásától kezdve északkeleti irányban halad, majd Csornánál eléri a Keszeg-eret.
A Linkó-árok vízgazdálkodási szempontból a Rábca és Fertő-tó Vízgyűjtő-tervezési alegység működési területét képezi.

## Part menti települések
- Szil
- Rábacsanak
- Szilsárkány
- Pásztori